# Alex Spanos
Alexander Gus Spanos (Stockton, 28 settembre 1923 – Stockton, 9 ottobre 2018) è stato un imprenditore e dirigente sportivo statunitense, fondatore della A. G. Spanos Companies e proprietario dei Los Angeles Chargers dal 1984 al 2018 della National Football League (NFL).

## Biografia
Nato a Stockton in California da emigranti greci nel 1923, nel 1951 Spanos ottenne un prestito di 800 dollari da una banca locale per acquistare un camion poi utilizzato per vendere sandwich agli operai migranti della Valle di San Joaquin. Per il 1955 aveva già guadagnato il suo primo milione di dollari. Investì i suoi guadagni nel mercato immobiliare e, su suggerimento dei suoi consulenti fiscali, iniziò a costruire appartamenti. Nel 1960 fondò la A.G. Spanos Companies, che divenne entro il 1977 uno dei maggiori costruttori di appartamenti degli Stati Uniti.

### San Diego Chargers
Nel 1984, Spanos acquistò il 60% dei San Diego Chargers dal proprietario di maggioranza Eugene Klein per 48,3 milioni di dollari. Nei dieci anni successivi acquistò le rimanenti quote dei proprietari di minoranza, giungendo al controllo del 97% della franchigia. Rimase partner l'ex ristoratore di San Diego George Pernicano, un investitore della squadra sin dai primi anni della sua fondazione. Dal 1993, il figlio di Spanos, Dean, gestisce le operazioni del club. Secondo Forbes, nel 2010 i San Diego Chargers valevano 826 milioni di dollari.